# Ernestine Rose
Ernestine Louise Rose (rozená Potowska; 13. ledna 1810 Piotrków Trybunalski – 4. srpna 1892 Brighton) byla polsko-americká sufražetka, abolicionistka a volnomyšlenkářka židovského původu, která bývá označována za „první židovskou feministku”. Byla aktivní od 30. do 70. let 19. století, což z ní činilo současnici slavných sufražetek jako Elizabeth Cady Stanton a Susan B. Anthony. V současných diskusích o americkém hnutí za práva žen je často zapomenuta, přesto byla jednou z hlavních intelektuálních sil tohoto hnutí v Americe v 19. století. Citát „ženská práva jsou lidská práva“ údajně poprvé použila ona. Její vztah k judaismu je předmětem debat stejně jako motivace jejího aktivismu.
Jako dceři rabína se jí dostalo lepšího vzdělání než jiným ženám. Ačkoliv je méně známá než její kolegyně sufražetky a abolicionistky byla v roce 1996 uvedena do Národní ženské síně slávy a v roce 1998 byla založena Společnost Ernestine Rose, která „oživuje odkaz této důležité reformátorky z počátku 19. století a oceňuje její průkopnickou roli v první vlně feminismu.“

## Životopis
Narodila se 13. ledna 1810 ve městě Piotrków Trybunalski ve Varšavské knížectví (dnešní Polsko) jako Ernestine Louise Potowska. Její otec byl bohatý rabín. O její matce není nic známo. Na tehdejší dobu byla vzdělaná a naučila se hebrejsky. Když jí bylo pět let, začala „pochybovat o spravedlnosti Boha, který by způsobil takové strádání“ jako byly časté půsty, které její otec vykonával. „V pěti letech ze mě byl rebel.” Když byla starší, kladla otci stále více náboženských otázek. Řekl jí na to „Mladé dívce nezáleží na pochopení předmětu její víry, ale na tom, aby ji přijala a věřila jí.“ Ernestine později řekla, že od tohoto okamžiku datuje svou nevíru a zásady pro práva žen.
Když jí bylo šestnáct, zemřela jí matka, která jí zanechala dědictví. Otec ji bez jejího souhlasu zasnoubil s jeho židovským přítelem, aby ji „pevněji připoutal k náruči synagogy.“ Ernestine, nechtěje vstoupit do manželství s mužem, kterého si nevybrala ani nemilovala ho konfrontovala, aby mu vyjádřila svou lhostejnost. Prosila ho, aby ji nechal jít svou cestou. Její prosba však nebyla vyslyšena, protože byla ženou z bohaté rodiny. Uchýlila se proto k velmi neobvyklému kroku a odcestovala k sekulárnímu civilnímu soudu – což byla v zimě náročná cesta – kde sama obhajovala svůj případ. Soud jí dal za pravdu, nejen že jí zprostil zasnoubení, ale přiznal jí také celé dědictví po matce. Ačkoli se svého dědictví vzdala v otcův prospěch s potěšením přijala zproštění zasnoubení. Poté se vrátila domů, kde po příjezdu zjistila, že se její otec v době její nepřítomnosti znovu oženil s šestnáctiletou dívkou. Napětí, které mezi nimi narůstalo ji nakonec donutilo opustit domov, když jí bylo 17 let. Odcestovala do Berlína, kde se ocitla v sevření antisemitského zákona, který vyžadoval, aby všichni nežidovští Prusové měli pruského sponzora. Poté co se odvolala přímo ke králi jí byla udělena výjimka z tohoto pravidla. Krátce poté vynalezla vonný papír, který sloužil jako osvěžovač vzduchu do místnosti. Prodávala ho, aby mohla financovat své cesty.

### Anglie a Spojené státy
Ernestine cestovala do Belgie, Nizozemska, Francie a nakonec do Anglie. Její příjezd do Anglie však nebyl příliš hladký, protože loď na cestě ztroskotala. Ernestine se i tak dostala do Anglie bez újmy, ale přišla o veškeré zavazadla a ocitla se zcela bez prostředků. Aby se mohla o sebe postarat, hledala si práci jako učitelka němčiny a hebrejštiny. Také pokračovala v prodávání vonného papíru. Během pobytu v Anglii se setkala s Robertem Owenem, utopickým socialistou, na kterého udělala takový dojem, že ji pozval, aby promluvila ve velkém sále pro radikální řečníky. Navzdory omezeným znalostem angličtiny ohromila publikum natolik, že začala vystupovat pravidelně. S Robertem Olwenem byli blízcí přátelé a Ernestine mu pomáhala i se založením Společnosti všech tříd a všech národů (Association of All Classes of All Nations), což bylo uskupení zastávající lidská práva pro všechen lid všech národů, pohlaví, ras a tříd. Owen Ernestine nazýval „svou dcerou”. V této době se Ernestine také seznámila s Angličanem Williamem Ella Rose, křesťanským klenotníkem a stříbrotepcem a „horlivým stoupencem” Owena. Brzy se vzali. Byli oddáni civilním úředníkem a oba dali jasně najevo, že manželství považují za občanskou smlouvu, nikoli za náboženskou. V květnu 1836 manželé emigrovali do Spojených států, kde se později stali naturalizovanými občany a v roce 1837 se usadili v domě v New Yorku. Brzy si otevřeli malý obchod s názvem „Fancy and Perfumery”, kde Ernestine prodávala svou vonnou toaletní vodu a William vedl stříbrotepecký obchod.

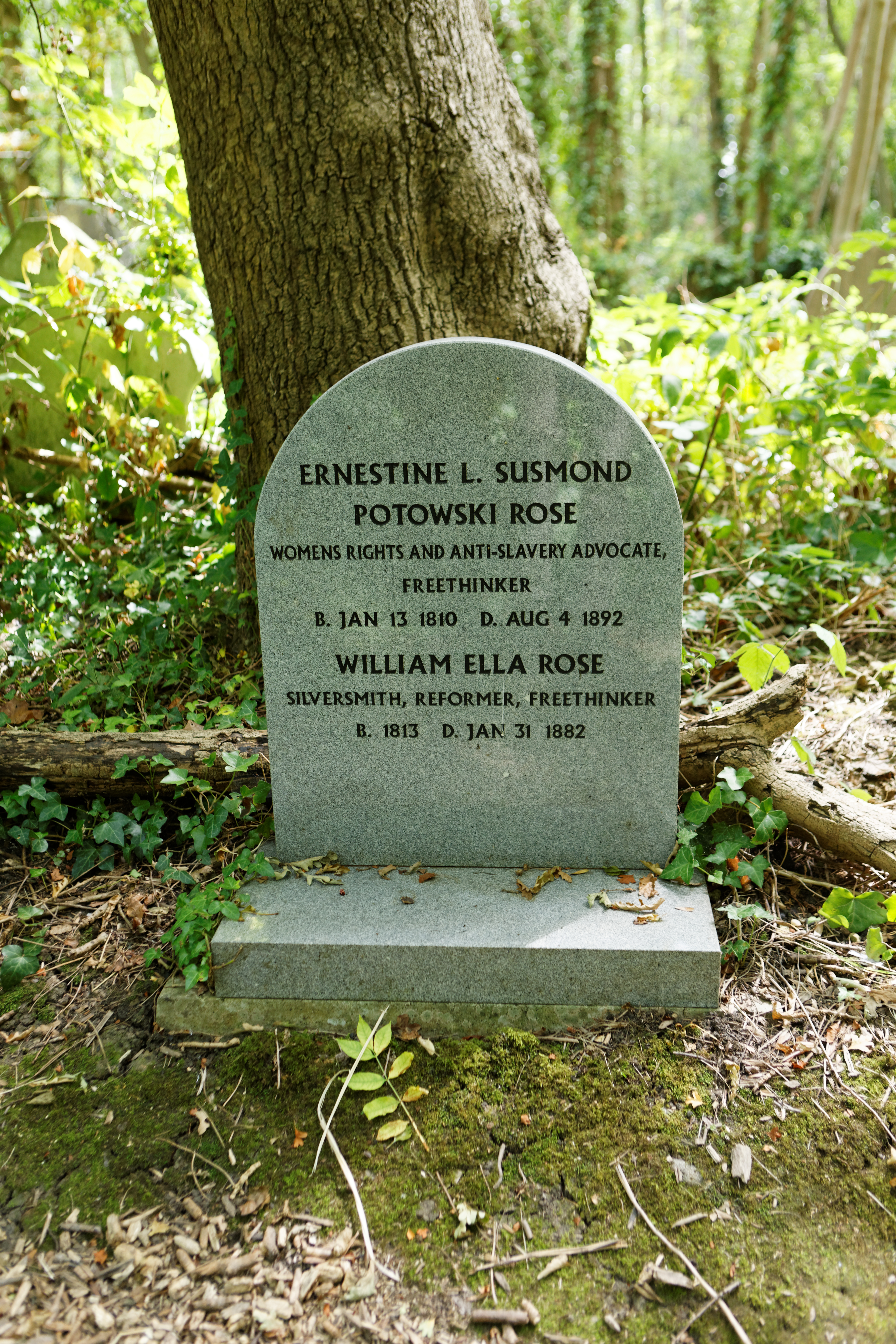
Hrob Ernestine Rose na hřbitově Highgate.

### Abolicionistka, ateistka, feministka, sufražetka
Ernestine začala přednášet na témata, která ji nejvíce zajímala, když vstoupila do  Společnosti pro morální filantropy a začala cestovat po různých státech, aby se zastala svých postojů ohledně otázek zrušení otroctví, náboženské tolerance, veřejného vzdělávání a rovnost pro ženy. Její přednášky se setkaly s kontroverzí. Když byla na Jihu, aby zde přednášela proti otroctví, jeden z otrokářů jí řekl, že by ji „pomazal dehtem a obalil peřím, kdyby byla mužem.“ Když byla v roce 1855 pozvána, aby vystoupila se svou přednáškou proti otroctví v Bangor v Maine, místní noviny o ní napsali: „ateistka... tisíckrát horší než prostitutka.“  Když Ernestine odpověděla na tuto urážku v dopise zveřejněným v konkurenčních novinách, vyvolala ve městě spor, který vyvolal takovou publicitu, že v době jejího příjezdu už ji všichni ve městě chtěli slyšet. Její nejhůře přijatá přednáška byla pravděpodobně v Charlestonu v Západní Virginii, kde její přednáška o zlu otroctví vyvolala tak silný odpor a rozhořčení, že musela vynaložit značné úsilí, aby se mohla z města bezpečně odjet. Ve 40. a 50. letetch vstoupila do „panteonu velkých amerických žen”, skupiny do níž patřili vlivné ženy jako byly Elizabeth Cady Stanton, Susan B. Anthony, Lucretia Mott, Paulina Wright Davis a Sojourner Truth společně s Williamem Lloydem Garrisonem a Frederickem Douglassem, bojující za ženská práva a ukončení otroctví. V zimě roku 1836 předložil soudce Thomas Hertell návrh zákona o majetku vdaných žen newyorské státní legislativě, aby prozkoumal způsoby, jak zlepšit občanská a majetková práva vdaných žen, a umožnil jim držet nemovitosti na své vlastní jméno. Když se Ernestine o tomto návrhu dozvěděla, sestavila petici a začala shánět podpisy pro jeho podporu. V roce 1838 byla tato petice odeslána do státnímu zákonodárnému sboru, i když měla pouze pět podpisů. Byla to první petice, která byla představena na podporu práv žen. V následujících letech Ernestine nejenže zvyšovala počet petic, ale i počet podpisů. V roce 1849 byla tato práva pro ženy nakonec vybojována.
Ernestine se zúčastnila a mluvila na mnoha konferencích a sjezdech. Vystoupila na Prvním národním sjezdu nevěřících, na Hartfordském biblickém sjezdu, na Sjezdu za práva žen v Tabernaclu v New Yorku, na desátém národním sjezdu Národního sjezdu za práva žen v Cooperově institutu v New Yorku, na Státním sjezdu za práva žen v Albany ve státě New York a na setkání Asociace za rovná práva, na němž došlo k rozkolu.
Byla zvolena předsedkyní Národního shromáždění za práva žen (National Women's Rights Convention) v říjnu 1854, navzdory námitkám, že je ateistka. Její zvolení bylo silně podporováno Susan B. Anthony, která prohlásila, že „každé náboženství – nebo žádné – by mělo být v programu rovnoprávné.” Ačkoli se nikdy nezdálo, že by Ernestine přikládá důležitost svému židovskému původu, v roce 1863 publikovala debatu s Horace Seaverem, abolicionistickým redaktorem z novin Boston Investigator, kterého nařkla z antisemitismu. V roce 1869 úspěšně lobovala za legislativu v New Yorku, která umožnila vdaným ženám zachovat si vlastní majetek a mít rovné právo na opatrovnictví dětí. V pozdějších letech po šesti měsíční cestě po Evropě se rozhodla zůstat stranou od programových výstupů a kontroverze. Ačkoli po šesti měsících pronesla závěrečný projev na celonárodní konferenci práv žen.
Její zdraví se zhoršilo a 8. června 1869 se ona a její manžel vydali na cestu do Anglie. Susan B. Anthony pro ně uspořádala rozlučkovou party a pár obdržel mnoho dárků od přátel a obdivovatelů, včetně značné částky peněz. Po roce 1873 se její zdraví zlepšilo a začala prosazovat volební právo žen v Anglii, dokonce se zúčastnila Konference hnutí za volební právo žen v Londýně a vystoupila v Edinburghu ve Skotsku na velkém veřejném shromáždění na podporu volebního práva žen. 
Zemřela v Brightonu v Anglii v roce 1892 a byla pohřbena na hřbitově Highgate.